# Torgny Mogren
Nils Arne Torgny Mogren, född 26 juli 1963 i Hällefors, är en svensk före detta längdskidåkare på elitnivå. Han var åren runt 1990 en av världens mest framgångsrika åkare, med ett OS- och fyra VM-guld.

## Biografi
Torgny Mogren slog igenom som 20-åring, då han slutade på tionde plats vid en världscupdeltävling i Reit im Winkl i Bayern i det dåvarande Västtyskland. Bland Mogrens mest kända bedrifter finns VM-guldet i 50 kilometer fristil vid VM i Falun 1993, guldet i italienska Val di Fiemme 1991 samt stafettguldet från OS i Calgary 1988 som han tog tillsammans med Thomas Wassberg, Jan Ottosson och Gunde Svan. Noterbart är att mellan Mogrens båda femmilsguld togs alla guldmedaljer i VM och OS av norrmän. Den 23 november 1993 tilldelades Mogren Svenska Dagbladets guldmedalj för sitt VM-guld på femmilen i Falun.

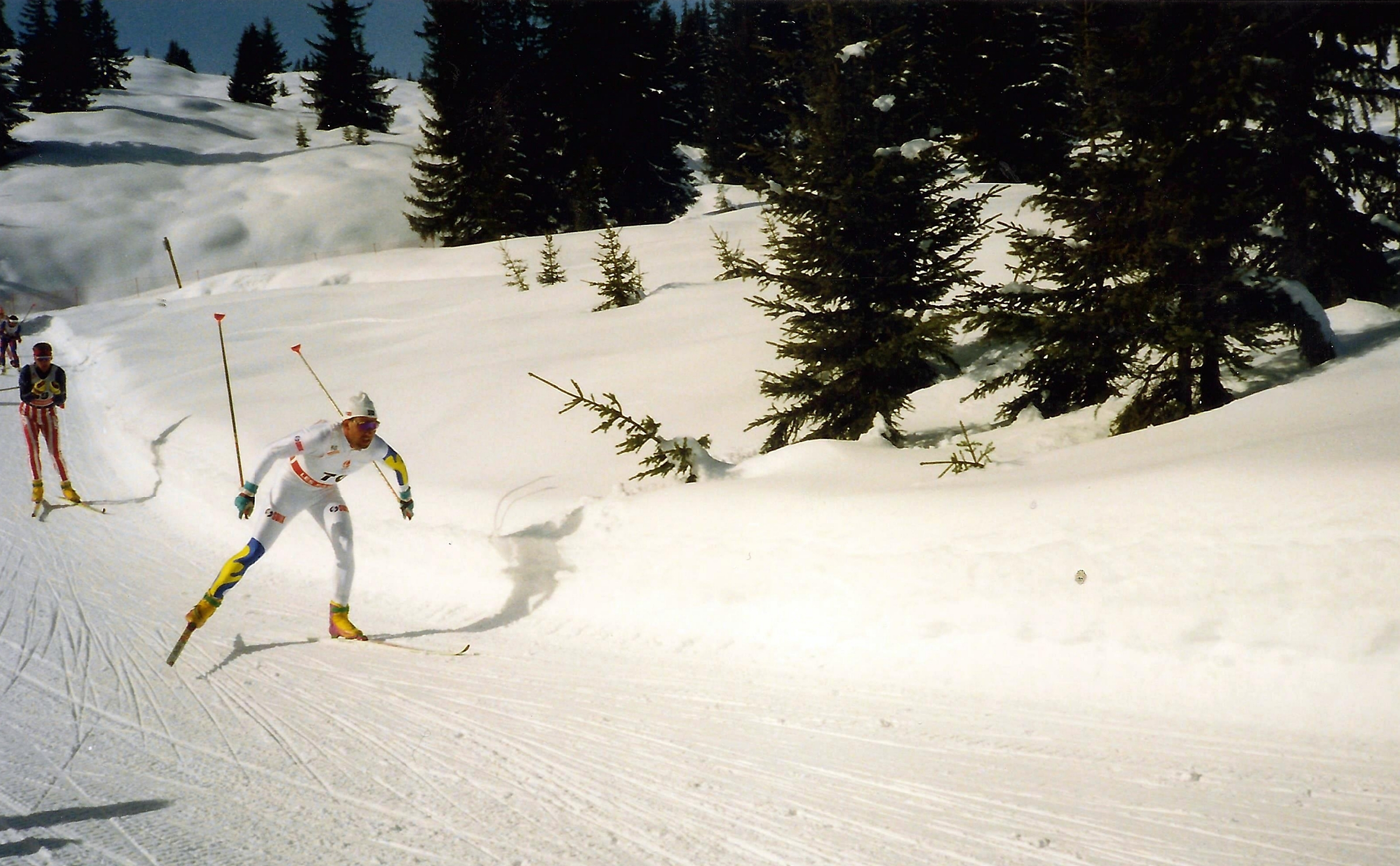
Torgny Mogren under 50 km-loppet vid vinter-OS 1992.

Efter säsongen 1997/1998 lämnade Mogren skidåkningen på elitnivå och arbetar numera med marknadsföring och kundkontakter på FM Mattsson, ett företag i VVS-branschen. Han bor i Mora där han bland annat är med i styrelsen för Mora IK. Sen 2003 är Mogren Radiosportens expertkommentator vid VM och OS i längdskidor och skidskytte. Han tog över från Assar Rönnlund, som innehade rollen som expert mellan 1972 och 2003.
Under hösten 2008 deltog Mogren tillsammans partnern Lotta Falkenbäck som är en av Sveriges genom tiderna bästa konståkerskor i konståkningstävlingen Stjärnor på is som sändes i TV4. Han var tyvärr med om en olycka och fick lämna tävlingen; reserver blev Anki Edvinsson och hennes partner Owe Ridderstråle.

## Övrigt
Torgny Mogren gjorde sin värnplikt vintern 1982/1983 i idrottsplutonen på I 5 i Östersund, tillsammans med bland andra Gunde Svan. 2011 var Mogren med i Superstars på TV3 och tävlade i Frank Anderssons lag men åkte ut precis innan semifinalen. Mogren deltog även 2020 i Superstars där han tog sig till finalen och slutade på 3:e plats. Mogren medverkade också i Mästarnas mästare 2013. Där han slutade på en femteplats.